# Jessica Kizaki
Jessica Kizaki (en japonés: 希崎ジェシカ) (Tokio, 10 de junio de 1989) es una actriz, AV Idol, gravure model y cantante japonesa, miembro de la banda de pop femenina Ebisu Muscats.

## Biografía
Natural de Tokio, hizo su debut en junio de 2008, apareciendo en la portada del DVD Active high school student physical examination. En agosto de 2008 apareció en la revista de huecograbado Bejean. Hizo su debut audiovisual con el video First Impression 38, en septiembre de 2008, convirtiéndose en modelo exclusivo para la empresa Idea Pocket. En diciembre de 2010 publicó un libro titulado Ōrarusekkusu. En 2011 ganó el premio de medios Livedoor en los Adult Broadcasting Awards. En 2012, participó en el proyecto musical Kiss, un grupo de J-pop formado por Kizaki, Mayu Nozomi y Aino Kishi, cuyo álbum debut fue Touch My SPOT.
Durante la mayor parte de su carrera audiovisual, Kizaki trabajó exclusivamente con la empresa IdeaPocket, apareciendo con otras artistas destacadas del estudio como Kaho Kasumi, Aino Kishi, Alice Miyuki y Minori Hatsune. Tuvo un corto período trabajando en S1 No. 1 Style a finales de 2016 antes de regresar nuevamente a IdeaPocket en septiembre de 2017. Su película de regreso fue Legend Impression, donde compartió escenas con la también actriz y AV Idol Tsubasa Amami. La película fue nominada en los AV Open Awards de 2017. Kizaki continuó su carrera audiovisual en Idea Pocket y Attackers, protagonizando más de 400 películas para adultos a lo largo de su carrera, si bien para el portal IAFD sólo quedaron contabilizadas 32.
El 10 de junio de 2019, Kizaki anunció en su perfil de Twitter que se retiraría del apartado audiovisual en el mes de diciembre de ese año. "Ahora que voy a cumplir 30 este año, quiero comenzar un nuevo capítulo dado que solo vivimos una vez", agradeciendo a sus seguidores por su apoyo durante toda su carrera. La última película para adultos de Kizaki en la industria fue lanzada el 13 de diciembre de 2019 bajo el título Final Impression, una producción de dos discos que contenía más de cinco horas de metraje. Su evento de despedida se llevó a cabo el 22 de diciembre.
Cuando el principal distribuidor japonés de videos para adultos, DMM, realizó una encuesta a sus clientes en 2012 para elegir a las 100 mejores actrices audiovisuales de todos los tiempos para celebrar el 30 aniversario de los videos para adultos en Japón, Kizaki quedó clasificada en el puesto 17.